# حازه مزعر (خيران المحرق)

تعديل مصدري - تعديل

حازه مزعر هي إحدى قرى عزلة بنى حملة بمديرية خيران المحرق التابعة لمحافظة حجة، بلغ تعداد سكانها 419 نسمة حسب تعداد اليمن لعام 2004.